# Medaliści mistrzostw świata w kolarstwie halowym - Dwójki mieszane
Pełna lista medalistów mistrzostw świata w kolarstwie halowym w dwójkach mieszanych.

## Medaliści
| Rok  | Złoto                                     | Srebro                                   | Brąz                                       |
| ---- | ----------------------------------------- | ---------------------------------------- | ------------------------------------------ |
| 2008 | Niemcy Manuel Huber · Viktor Volk         | Niemcy Ann-Kathrin Egert · Stefan Rauch  | Austria Fabian Allgäuer · Joachim Allgäuer |
| 2009 | Niemcy Ann-Kathrin Egert · Stefan Rauch   | Niemcy Felix Blümmel · Florian Blümmel   | Szwajcaria Beni Jost · Joel Schmid         |
| 2010 | Niemcy Ann-Kathrin Egert · Stefan Rauch   | Niemcy Felix Blümmel · Florian Blümmel   | Hongkong Ip Hin Bon · Yu Pok Man           |
| 2011 | Niemcy Benedikt Bassmann · Luisa Bassmann | Niemcy Daniel Gronbach · Oliver Gronbach | Hongkong Ip Hin Bon · Yu Pok Man           |
| 2012 | Niemcy Benedikt Bassmann · Luisa Bassmann | Niemcy Daniel Gronbach · Oliver Gronbach | Hongkong Ip Hin Bon · Yu Pok Man           |